# Edoardo II (Marlowe)
Edoardo II (Edward II) è una tragedia in versi in pentametro giambico in cinque atti di Christopher Marlowe, scritta e rappresentata per la prima volta nel 1592. La prima traduzione in lingua italiana dell'opera si ebbe solo nel 1914 a opera di Raffaello Piccoli.
La vicenda narra la storia reale, seppur romanzata, di Edoardo II d'Inghilterra, sovrano inglese, la cui omosessualità si palesava nella relazione con il consigliere di corte Pietro Gaveston, che fu tra le cause minori della sua condanna a morte.
La vicenda narrata copre un arco temporale di ventitré anni, sebbene il drammaturgo non faccia menzione dello scorrere di così tanto tempo per tutta l'opera.
L'azione del dramma risulta molto fluida e senza interruzioni. La compressione di ventitré anni di storia in un unico gesto drammatico contribuisce anche a dare la sensazione di inevitabilità della caduta di Edoardo II.
La struttura del dramma è quella tipica della classica tragedia: si assiste a un graduale declino di Edoardo II, che si conclude con una caduta repentina e infine la morte, la perdita della possibilità di grandezza.

## Trama
La tragedia si apre con l'incoronazione, avvenuta nel 1307, di Edoardo II: il suo potere gli permette di richiamare dall'esilio l'amato Gaveston, uomo di non nobili natali nelle grazie del monarca, il cui ritorno è malvisto dai Pari guidati da Roger Mortimer, primo conte di March e dalla moglie di Edoardo, Isabella di Francia, alla quale Gaveston è inviso e che con Mortimer conduce una relazione adulterina.
A causa delle proteste di Isabella, Gaveston è nuovamente esiliato con estremo dispiacere di Edoardo, costretto però a firmare il bando; colto dalla rabbia, caccia la moglie che implora Mortimer di far tornare Gaveston in patria. In questo modo, potrà tornare dal marito e alla corte: di fronte alle preghiere di Isabella e convinto che il ritorno dell'uomo lo renderà maggiormente odiato dai Pari, Mortimer annulla l'esilio.
Gaveston, però, non perdona ai nobili il trattamento subito e provoca una separazione al castello, mettendoli contro Edoardo ed il fratello Kent: i nobili reclamano i diritti a loro tolti e dati, assieme a troppi titoli nobiliari, all'uomo dalle origini non aristocratiche. Isabella, intanto, trova riparo in Francia dal fratello mentre al marito e all'amante viene tesa una trappola; Gaveston viene catturato ma non giustiziato: Edoardo, nel disperato tentativo di salvare l'amato, sconfigge i Pari bandendo contestualmente il fratello Kent dal territorio inglese.
Quest'ultimo, assieme a Mortimer, Isabella ed i nobili spodestati, tende una trappola ad Edoardo riuscendo a detronizzarlo e, infine, a catturarlo, per poi pentirsi del suo gesto: l'arresto di Edoardo nell'abbazia dove aveva trovato riparo consegna di fatto il regno nelle mani di Mortimer, ormai amante dichiarato della regina, che condanna a morte l'ex monarca, costretto nel frattempo ad abdicare a favore del figlio Edoardo III. La condanna a morte è voluta proprio da Isabella: a nulla vale il tentativo di Kent di salvare il fratello affidato alle cure di Sir Thomas Berkeley, poiché viene arrestato per ordine di Mortimer.
Edoardo II viene ucciso impalato da un ferro rovente: Edoardo III, visto il comportamento di Mortimer, seppur giovane condanna l'uomo alla morte riservando invece il carcere alla madre in attesa di sentenza di morte.

## Adattamenti

### Musica
- Lessons in Love and Violence, di George Benjamin e Martin Crimp (2018)

### Cinema
- Edoardo II, regia di Derek Jarman del 1991